# Rhampholeon spinosus
Espèce
Synonymes
- Chamaeleon spinosus Matschie, 1892

Statut de conservation UICN

 EN B1ab(ii,iii) : En danger
Statut CITES
Rhampholeon spinosus est une espèce de sauriens de la famille des Chamaeleonidae.

## Répartition
Cette espèce est endémique de Tanzanie. Elle se rencontre entre 1 000 et 1 500 m d'altitude dans les monts Usambara.

## Publication originale
- Matschie, 1892 : Über eine kleine Sammlung von Säugethieren und Reptilien, welche Herr L. Conradt aus Usambara (Deutsch Ostafrika) heimgebracht hat. Sitzungsberichte der Gesellschaft Naturforschender Freunde zu Berlin, vol. 1892, p. 101-110 (texte intégral).